# Солидарность (движение)

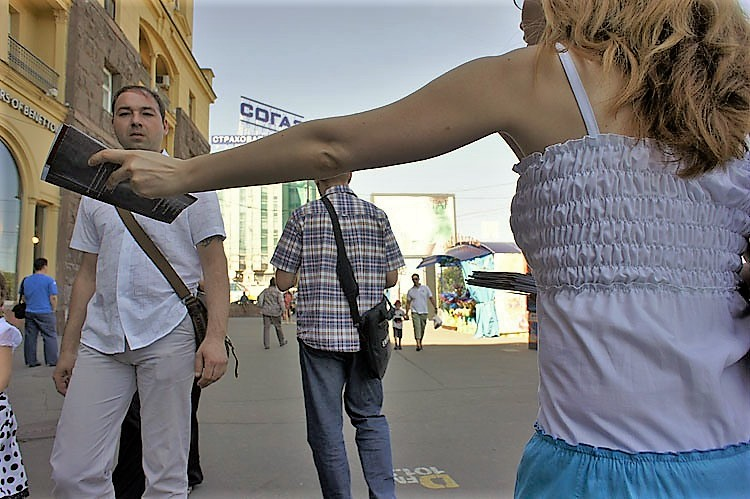
Раздача докладов «Путин. Коррупция»

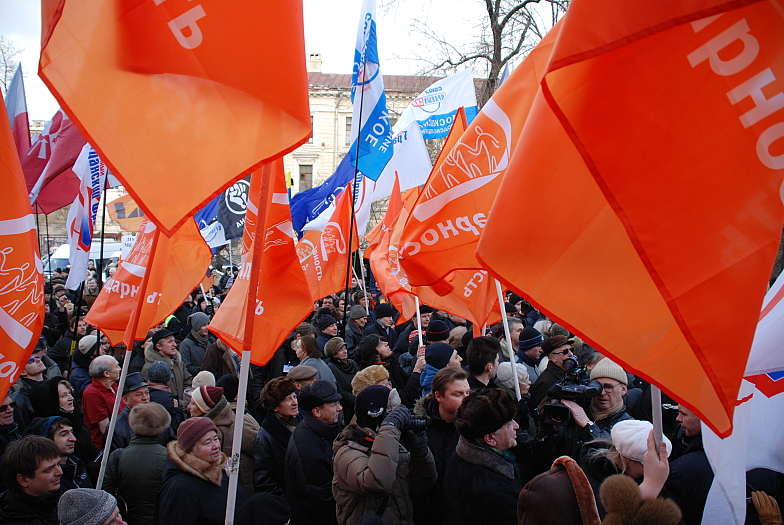
Митинг движения в Москве 21 февраля 2009 г.

Объединённое демократическое движение «Солидарность» (ОДД «Солидарность», движение «Солидарность») — российское общественно-политическое движение.
Движение заявляет о намерении объединить граждан, разделяющих ценности демократии, прав человека, правового государства и критически настроенных по отношению к существующей власти.  Движение основано в конце 2008 года. У его истоков стояли такие известные общественно-политические деятели, как Борис Немцов, Гарри Каспаров, Илья Яшин, Владимир Буковский. В «Солидарность» в личном качестве вошли члены многих оппозиционных организаций: ОГФ, бывшего СПС, РНДС, «Яблока», участники молодёжных движений «Оборона», «Мы», «Смена» и члены ряда других менее известных организаций; фактически Движение возникло и долгое время развивалось как коалиция российских демократических сил. Движение официально не регистрировалось. «Солидарность» как таковая не является частью какой-либо партии, оставаясь отдельной организацией. «Солидарность» имеет Устав, руководящие органы, региональные отделения, и её участником может быть гражданин России, достигший 18-летнего возраста, признающий устав и программу и разделяющий цели и задачи Движения. В апреле 2013 года в резолюции IV съезда «Солидарности» о целях и задачах Движения были очерчены четыре направления, по которым «Солидарность» по настоящее время продолжает свою деятельность:
- освобождение политзаключённых,
- мирные уличные акции протеста,
- информационно-просветительская деятельность,
- избирательные кампании. У движения нет одного лидера, руководство коллегиальное. «Мы решили проблему лидерства. Обычно демократы не могли договориться друг с другом, так как не могли решить, кто из них главный», — заявлял ещё до учреждения организации в сентябре 2008 года Борис Немцов[6]. Название «Солидарность» во-первых, апеллирует к успешному опыту польского протестного движения 1980-х годов, когда профсоюз «Солидарность» стал главной политической силой, противостоявшей тогдашнему польскому режиму, а во-вторых, является (по мнению Д. Билунова) сознательным шагом из «либерального гетто» «влево», в сторону сил рабочего и социального протеста[7]. Логотип движения представляет собой стилизованную букву «С» в виде оранжевого флага с условно обозначенными фигурками людей, под рисунком — надпись «Солидарность объединённое демократическое движение». Флаги с одним из предварительных вариантов логотипа движения впервые использовались во время проведения первой массовой акции «Солидарности» в Москве 21 февраля 2009 года[8].

## Движение

### Программа
В принятых на учредительном съезде документах движение «Солидарность» ставит перед собой цели:

Установление в Российской Федерации демократической политической системы, законности, гражданских прав и свобод, ликвидация монополизма в области политики, экономики и информации, создание условий для эффективной реализации прав и свобод граждан РФ, безусловного выполнения Конституции РФ, Всеобщей Декларации прав человека, следование принципам международного права.— Организационные принципы Объединённого демократического движения «Солидарность»
В качестве главного политического принципа «Солидарности» делегаты учредительного съезда провозгласили отказ от сотрудничества с нынешней властью.
В отношении других политических сил «Солидарность» выделяет три различные группы:
- движение намерено вести постоянный диалог с другими демократическими движениями, не вошедшими в «Солидарность», стараясь наладить наиболее тесное сотрудничество с ними, давая им возможность лучше понять цели и задачи «Солидарности»;
- движение намерено противодействовать силам, помогающим осуществлять кремлёвскую повестку дня, считая их марионеточными и псевдодемократическими;
- по поводу отношения к политическим силам левой и националистической направленности среди участников «Солидарности» проявилось определённое разделение взглядов. Вопросы диалога и тактического взаимодействия «Солидарности» с левыми и националистами будут рассматриваться в каждом отдельном случае[10].

Осенью 2008 года, ещё до учреждения «Солидарности» и принятия программы Движения был подготовлен общий план действий под названием «Дорожная карта» Архивная копия от 22 октября 2008 на Wayback Machine.
На учредительном съезде «Солидарности» была принята Программа движения — «300 шагов к свободе», включающая 300 пунктов; впоследствии она несколько раз дополнялась. Программа содержит разделы «Политическая реформа», «Развитие человека», «Экономика», «Россия в мире», «Реформа системы государственного управления».
В программе «300 шагов к свободе» наличествуют различные логические ошибки. К примеру, во введении есть фраза «программа не предполагает какой-то идеологии». В то же время, пункты про люстрацию, пункты про конфронтацию с Китаем по причине его «недемократичности» и безальтернативности ориентации внешней политики на страны Запада, пункт про наполнение полиции сторонниками «демократических преобразований» имеют явное идеологическое содержание.
На втором съезде Движения 11 декабря 2010 года за основу был принят краткий вариант программы «Свобода значит процветание». Они были окончательно утверждены III съездом «Солидарности» 23 апреля 2011 г. как программные тезисы под названием «Свобода — путь к процветанию», состоящие из 20 пунктов, сгруппированных в четыре раздела:

1. ДЕПУТИНИЗАЦИЯ — отставка Путина; расследование деятельности коррупционеров из его окружения и по всей вертикали; принятие закона о люстрации и международные санкции для чиновников, поправших Конституцию и российские законы.
2. НАРОДОВЛАСТИЕ — отмена цензуры; свободные выборы; возвращение выборов губернаторов и мэров; восстановление федерализма и местного самоуправления.
3. БОРЬБА С КРИМИНАЛОМ — независимый суд, глубокая реформа МВД и спецслужб, кадровая чистка в этих органах; сокращение госчиновников в два раза, на 600 тысяч человек; упразднение госкорпораций и расследование коррупции в «Газпроме», «Транснефти» и др. госмонополиях.
4. ЕВРОПЕЙСКИЕ СТАНДАРТЫ ЖИЗНИ — профессиональная армия; бесплатное среднее образование и доступное высшее; эффективная и доступная страховая медицина; снижение налогов на несырьевой сектор; рост налогов на «Газпром» и другие сырьевые компании; экологическая политика.

Также на II съезде была принята обновлённая версия дорожной карты — «Дорожная карта-2010».

### Структура движения
Участие в движении является индивидуальным, каждый участник движения входит в «Солидарность», как самостоятельное лицо. Участникам движения не запрещается состоять также в иных политических партиях и общественных организациях.
Решение о приёме новых участников принимает руководящий орган регионального отделения.

#### Федеральные руководящие органы
Высшим органом движения «Солидарность» является Съезд, собираемый Федеральным политическим советом (ФПС) не реже чем раз в 2 года. Первый (учредительный) съезд «Солидарности» состоялся 12-13 декабря 2008 года.
Съезд избирает членов Федерального политического совета. В настоящее время (с 12 февраля 2017 года) ФПС состоит из 19 человек:
Кирилл Артюхов, Евгений Бабурин, Сергей Давидис, Владимир Кара-Мурза (мл.), Татьяна Котляр, Тамара Лежнина, Надежда Митюшкина, Илья Мищенко, Олег Орлов, Вадим Прохоров, Александр Румянцев, Александр Рыклин, Егор Савин, Дмитрий Семёнов, Николай Сорокин, Игорь Топорков, Пётр Царьков, Денис Юдин, Илья Яшин.
Ответственным секретарём ФПС является Илья Мищенко (с 12 февраля 2017 г.; ранее им был Михаил Шнейдер).
Для оперативного решения вопросов Федеральный политический совет образует Бюро ФПС. Нынешний состав Бюро ФПС «Солидарности» (с 12 февраля 2017 года) включает 10 человек:
Сергей Давидис, Владимир Кара-Мурза (мл.), Надежда Митюшкина, Илья Мищенко, Вадим Прохоров, Александр Рыклин, Егор Савин, Пётр Царьков, Денис Юдин, Илья Яшин.
Исполнительным директором Движения в настоящее время является Надежда Митюшкина.
С 2008 по 2013 годы членом Бюро ФПС был Гарри Каспаров (вынужденно уехал из страны).
С 2008 по 2015 годы членом Бюро ФПС был Борис Немцов (убит напротив Кремля 27 февраля 2015 года).

#### Региональные отделения
В субъектах федерации образуются региональные отделения «Солидарности». Высшим органом регионального отделения (РО) является общее собрание либо конференция РО, собираемая не реже чем раз в 2 года.
Региональные отделения имеют достаточную организационную автономию, самостоятельно определяют структуру и состав своих региональных руководящих органов. По состоянию на февраль 2017 г. (см. на сайте «Солидарности» в разделе «Регионы») у Движения имеются региональные отделения в следующих субъектах РФ: Москва, Санкт-Петербург, Республика Башкортостан, Республика Бурятия, Владимирская область, Вологодская область, Воронежская область, Забайкальский край, Ивановская область, Иркутская область, Калининградская область, Калужская область, Кемеровская область, Кировская область, Республика Коми, Костромская область, Краснодарский край, Красноярский край, Курганская область, Липецкая область, Нижегородская область, Новосибирская область, Омская область, Орловская область, Приморский край, Ростовская область, Рязанская область, Самарская область, Тамбовская область, Томская область, Тульская область, Удмуртская Республика, Ульяновская область, Челябинская область, Республика Чувашия, Ярославская область.
Московское городское отделение (МГО) «Солидарности» является самым многочисленным и активным региональным отделением Движения. На май 2011 года в нём состояло около одной тысячи человек. МГО активно участвует в политической жизни столицы. Участники МГО «Солидарности» являются одними из самых активных участников протестных акций в Москве.

### Общая численность
К началу 2011 года общая численность движения «Солидарность» составляла порядка 4,5 — 6 тыс. участников.

## История
Ранее попытки объединения оппозиции были предприняты организациями Комитет-2008, ОГФ, Другая Россия, Национальная ассамблея Российской Федерации, а также многолетними попытками наладить диалог между партиями СПС и Яблоко.

### Конференция «Новая повестка дня демократического движения»
Новая попытка объединить разрозненные оппозиционные силы состоялась в начале 2008 года. 5 апреля 2008 года в Петербурге была созвана всероссийская конференция «Новая повестка дня демократического движения». В конференции приняло участие около 200 делегатов из 34 регионов России среди которых были члены партий «Яблоко» и СПС, Объединённого гражданского фронта, движений «За права человека» и «Оборона», Российского народно-демократического союза, Правозащитного совета Петербурга, Республиканской партии России и других организаций. Видео некоторых выступлений на конференции (недоступная ссылка)

Период политических партий в России закончился. В 90-е мы слишком рано успокоились, решив, что демократия победила навсегда, и создавали партии без реальной основы в обществе. В итоге они превратились в группы лоббистов, централизованных в Москве и Петербурге и двигавшихся в сторону политиканства. Нужно вернуться к основе — массовому движению демократического обновления, хоть теперь это и будет труднее, чем в 91-м.— Владимир Буковский
Результатом работы конференции стало принятие резолюции, в которой участники конференции заявили, что в России установился авторитарно-полицейский режим, ведущий Россию в тупик — «в сторону от демократического пути развития, от построения конкурентоспособной экономики, от благополучия и процветания граждан». По мнению участников конференции изменить ситуацию в стране может и должно создание мощной политической силы, которая была бы способна консолидировать российских граждан с демократическими убеждениями, желающих видеть свою страну свободной и процветающей. Нахождение такого согласия и было объявлено новой повесткой дня демократического движения.

Мы не ищем конфронтации: мы стремимся создать движение надежды для миллионов россиян, желающих видеть свою страну свободной. <…>

Мы намерены сделать всё от нас зависящее, чтобы вернуть Россию на свободный, демократический, европейский путь развития. Эта работа не терпит отлагательств — отсутствие практических шагов в направлении демократизации страны, смены экономического курса уже в ближайшее время грозит России катастрофическими последствиями.— Резолюция конференции «Новая повестка дня демократического движения России»
Участники конференции избрали координационную группу, которая приступила к подготовке учредительного съезда нового объединённого демократического движения.
В первоначальный состав координационной группы вошли Никита Белых, Денис Билунов, Владимир Буковский, Игорь Ермоленко, Гарри Каспаров, Владимир Милов, Борис Немцов, Лев Пономарёв, Максим Резник, Александр Рыклин, Юрий Самодуров, Илья Яшин. Позже к координационной группе присоединились Ольга Курносова, Олег Козловский, Иван Стариков и Андрей Илларионов.
Создание «Солидарности» происходило на фоне роспуска СПС, создания Левого фронта и партии «Правое дело».

### 2008 год: подготовка съезда
Ход подготовки учредительного съезда объединённого движения нельзя назвать безоблачным. Так бывший лидер СПС Никита Белых в начале ноября 2008 года направил письмо своим коллегам по координационной группе, в котором заявил, что участники, применяя «византийские приёмы», тратят силы «для борьбы внутри координационной группы», намекая на попытки лидера ОГФ Гарри Каспарова подмять под себя руководство создающегося движения. Впрочем, скандал не получил развития, Никита Белых продолжил работу по подготовке объединительного съезда и покинул «Солидарность» лишь в декабре 2008 года вследствие назначения на должность губернатора Кировской области.
Выжидательную позицию по отношению к «Солидарности» занял лидер РНДС Михаил Касьянов, отказавшись участвовать в объединительных процессах, но при этом назвав «Солидарность» в числе организаций, «которые нам ясны и понятны, и с которыми можно взаимодействовать».
Руководство партии Яблоко заняло жёсткую негативную позицию по отношению к «Солидарности». Из Яблока даже был впоследствии исключён Илья Яшин за участие в руководящих органах движения. Любопытно, что лидер петербургского Яблока Максим Резник, также избранный в руководящие органы «Солидарности», подобным репрессиям со стороны своих товарищей по партии не подвергся.
Между тем, преодолевая внутренние противоречия и противодействия властей, координационной группе удалось организовать и провести учредительные конференции движения в нескольких десятках регионов страны (организаторы говорят о более чем 40 регионах, где участие в конференциях приняло более 5 тысяч человек) на которых были избраны делегаты первого съезда Объединённого демократического движения «Солидарность».
Предполагалось, что в отдалённой перспективе может быть преобразовано в партию для участия в свободных выборах, формировании правительства и реализации своей программы. Но на данном этапе ОДД «Солидарность» бойкотировало выборные процедуры на федеральном уровне, так как считало, что в стране отсутствуют условия для проведения свободных и честных выборов. Касательно перспектив создания политической партии, бывший участник подготовки создания «Солидарности» Никита Белых говорил, что «это вопрос не месяцев и даже не года: с таким составом участников и с такой оппозиционной идеологией подобную партию никто не зарегистрирует».
В октябре 2008 года, ещё до учредительного съезда «Солидарности», координационная группа по подготовке съезда утвердила план политических действий движения — «Дорожную карту Архивная копия от 22 октября 2008 на Wayback Machine», в которой была дана краткая характеристика текущей политической ситуации в России, состоянию дел внутри демократической оппозиции, а также перечислены основные цели и задачи движения «Солидарность» на данном этапе политической борьбы. «Дорожная карта» видела в качестве главной цели движения «Солидарность» на данном этапе организацию массовых гражданских акций и кампаний для осуществления давления на власти с целью понуждения их к реальным шагам по демократизации страны.

### Учредительный съезд
Учредительный съезд «Солидарности» начал работу 12 декабря 2008 года в День Конституции Российской Федерации в Химках в центре «Олимпиец», где ранее был распущен СПС. В работе съезда принимали участие более 200 делегатов — это члены «Яблока», ОГФ, РНДС, бывшего СПС, молодёжных движений «Оборона», «Мы», «Смена» и других организаций.
В первый день съезд официально утвердил название движения и принял гимн «Солидарности»: им стала песня Виктора Цоя «Мы ждём перемен».
Один из создателей нового движения Владимир Милов заявил:
Впервые в истории новой России будет создана единая демократическая организация, объединяющая тысячи людей из самых разных демократических партий, движений и объединений. Практически все демократы, кто захотел остаться в активной политике, войдут в движение — за исключением тех, кто выбрал карьеры губернаторов, радиоведущих и т. п. «Солидарности» ещё очень далеко до реального политического успеха, но это событие не стоит недооценивать. Мы смогли пройти через этот трудный организационный 2008 год и создать полноценную общероссийскую политическую организацию, несмотря ни на какие палки в колёса и попытки нас развалить. Ни «Комитет-2008», ни «Другая Россия» даже близко не подходили к достижению этой цели.
Во второй день 13 декабря голосованием на съезде было утверждено образование объединённого демократического движения «Солидарность». Также были приняты основные документы, связанные с организацией работы движения. Обсуждался вопрос о допустимости сотрудничества с левыми и националистами, который у участников съезда вызвал разногласия. Напряжённые дискуссии в комиссиях и на пленарном заседании развернулись вокруг проекта программы «300 шагов к свободе», в редакционную комиссию поступило около тысячи поправок от делегатов съезда.
Работу над программой «300 шагов к свободе» было решено продлить до середины марта 2009 года. Съезд принял решение о поддержке населения и бизнесменов в связи с кризисом. В качестве главного политического принципа «Солидарности» делегаты провозгласили отказ от сотрудничества с нынешней властью. Лидер ОГФ Гарри Каспаров заявил, что цель движения — ненасильственная смена режима Путина-Медведева.
Съезд избрал Федеральный политический совет движения в составе 39 человек. Всего на места в политсовете претендовали 77 кандидатов. Полный список членов ФПС с количеством голосов был опубликован в сообществе движения.
Первое заседание Федерального политсовета движения состоялось здесь же в гостинице «Олимпиец», где проходил съезд, сразу после его окончания. Политсовет избрал Бюро ФПС, в состав которого вошли Денис Билунов, Сергей Давидис, Сергей Жаворонков, Гарри Каспаров, Олег Козловский, Ольга Курносова, Владлен Максимов, Владимир Милов, Борис Немцов, Максим Резник, Александр Рыклин, Иван Стариков, Илья Яшин.
Работе съезда мешали провокаторы. Весь день 12 декабря телефоны организаторов съезда были блокированы автодозвоном. Каждые 30 секунд на телефоны Дениса Билунова, Владимира Милова, Ильи Яшина и Марины Литвинович поступали звонки с неизвестных номеров. В Химках участников съезда встретил автобус, в котором находились бараны, одетые в кепки с надписью «Солидарность» и с повязками на туловищах. На глазах прибывших участников съезда неизвестные злоумышленники стали выкидывать из автобуса животных, некоторые из которых были уже мертвы.
Во второй день съезда участники также подверглись атаке провокаторов из прокремлёвских молодёжных движений. Перед входом в здание, где проходил съезд, собралось около 50 человек, в том числе оркестр, который играл похоронный марш и «Прощание славянки». Противники «Солидарности» устроили костюмированное шоу, в ходе которого переодетые обезьянами активисты раскачивали лодку, которую они принесли с собой. Остальные собравшиеся в это время скандировали лозунг «Не надо раскачивать лодку!».

### 2009 год: формирование региональных отделений
После учредительного съезда началось создание региональной сети «Солидарности». С января по апрель 2009 года были созданы Иркутское, Нижегородское, Воронежское, Санкт-Петербургское, Ивановское, Томское, Курганское, Забайкальское, Рязанское, Московское, Пермское, Саратовское, Тамбовское региональные отделения «Солидарности».

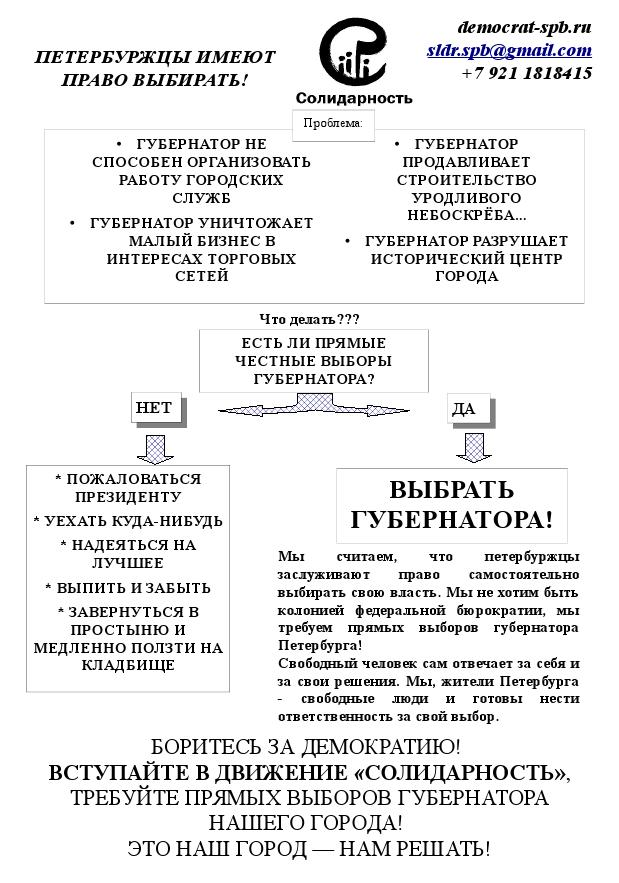
Листовка петербургского отделения движения «Солидарность» (2010)

### Дальнейшая история
В июле 2009 года СМИ появился текст обращения Бюро ФПС «Солидарности» по ситуации в Грузии, в котором российские власти обвинялись в попытке развязать агрессию против Грузии и с призывом к военным не исполнять приказы командиров.
К концу 2009 года в Движении назрел конфликт «группы Милова-Жаворонкова» с другими участниками «Солидарности». В марте 2010 года «группа Милова-Жаворонкова» проиграла выборы в политсовет Московского городского отделения. После этого В. Милов и С. Жаворонков (а также И. Стариков) объявили о сложении с себя полномочий членов Бюро ФПС «Солидарности». Милов, Жаворонков и ряд их сторонников покинули Движение, создав затем отдельную организацию — «Демократический выбор».
В марте 2010 года «Солидарность» и другие оппозиционные организации начали интернет-кампанию Путин должен уйти. Кроме сбора подписей проходят пикеты и митинги с требованием отставки Путина.
В мае 2010 года на заседании Федерального политсовета было объявлено о намерении стать политической партией; однако в дальнейшем это намерение не было реализовано.
14 июня 2010 года Борис Немцов и Владимир Милов представили свой доклад «Путин. Итоги. 10 лет». Доклад издан тиражом в 1 миллион экземпляров и распространяется активистами на митингах, пикетах, у станций метро и т. д. Доклад также доступен на сайте Путин. Итоги.
16 сентября 2010 года представители 4 организаций — РНДС (Касьянов), «Солидарности» (Немцов), Демвыбора (Милов) и РПР (Рыжков) — объявили о создании Партии народной свободы «За Россию без произвола и коррупции». При этом исходные 4 организации продолжали своё самостоятельное существование.
В 2010 году Движение «Солидарность» официально поддержало акции Стратегия-31 и День гнева. Участники движения принимают в них активное участие.

### Второй съезд
11 декабря 2010 года в Москве прошёл второй съезд «Солидарности».
Открыл съезд Владимир Буковский. По его словам, задача движения в условиях нарастающего недовольства скоординировать протест, сделать его чем-то большим, чем русский бунт, которого мы не хотим.
Участники подвели итоги работы за последние два года, приняли за основу краткую программу «Свобода значит процветание», избрали Федеральный политсовет. Большинством голосов (90 % «за») съезд поддержал соглашение о вхождении «Солидарности» в коалицию «За Россию без произвола и коррупции», ставшую вскоре действовать как Партия народной свободы «За Россию без произвола и коррупции» («Парнас»).
Также на II Съезде «Солидарности» была принята обновлённая «Дорожная карта-2010».
В съезде приняли участие 205 делегатов. Среди гостей был лидер Республиканской партии России Владимир Рыжков.
Итоги работы «Солидарности» Борис Немцов подвёл следующим образом:

1. «Солидарность» стала авангардом демократической оппозиции.
2. «Солидарность» — активный участник протестных акций по всей стране. Достаточно вспомнить митинги в Калининграде, Абакане, Стратегию-31 на Триумфальной и в других городах страны.
3. «Солидарность» провела самые заметные за последние годы антикоррупционные кампании: в Москве это распространение 400 тысяч экземпляров доклада «Лужков. Итоги», который, несомненно, повлиял на отношения москвичей к Лужкову и Батуриной; в стране это антикоррупционный доклад «Путин. Итоги. 10 лет», изданный миллионным тиражом и распространяющийся сейчас повсеместно от Дальнего Востока до Калининграда.
Весь перечень документов и заявлений, принятых II съездом Движения: https://web.archive.org/web/20160320232047/http://www.rusolidarnost.ru/novosti/glavnoe/2010-12-12-dokumenty-ii-sezda-odd-%C2%ABsolidarnost%C2%BB-prinyatye-11-dekabrya-2010-goda
После окончания съезда прошло заседание только что избранного Федерального политсовета. На нём было избрано Бюро ФПС: Гарри Каспаров, Илья Яшин, Вадим Прохоров, Александр Рыклин, Андрей Пионтковский, Лев Пономарёв, Ольга Курносова, Борис Немцов, Сергей Давидис, Денис Билунов, Марк Фейгин.

### События 2011 года
31 декабря 2010 года Борис Немцов и Илья Яшин были задержаны на акции Стратегии-31 в Москве. Немцов провёл под арестом 15 суток, а Яшин — 5. Участники «Солидарности» ежедневно проводили пикеты в их поддержку.
26 марта 2011 года движение «Солидарность» провело всероссийскую акцию, приуроченную к 11-й годовщине избрания Владимира Путина президентом страны. Активисты движения раздавали опрашиваемым бюллетени с вопросом, проголосовали бы они сейчас за или против Владимира Путина. Всего в опросе приняло участие 1563 человека, и 76,6 процента из них высказались против премьер-министра. Опросы прошли в Москве, Новосибирске, Краснодаре, Сыктывкаре, Улан-Удэ, Ростове-на-Дону, Владимире, Чебоксарах, Тамбове, Югорске и городе Балабаново Калужской области. Кроме того, участники пикетов раздавали прохожим доклад «Путин. Итоги. 10 лет», а в Москве был также организован конкурс антипутинских плакатов.
23 апреля 2011 года состоялся III съезд «Солидарности», примечательный тем, что на нём был принят Устав, заменивший собой прежние «Организационные принципы». Также на этом съезде были утверждены (уже в окончательной редакции) ранее принятые за основу краткие Программные тезисы «Свобода — путь к процветанию».
В июне 2011 года активисты «Солидарности» принимали участие в летнем уличном форуме «Антиселигер» в Химкинском лесу в Подмосковье.
Осенью 2011 года активисты «Солидарности» приняли участие в организации и проведении форума «Последняя осень».
В преддверии выборов в ГосДуму осенью 2011 года многие активисты «Солидарности» примкнули к кампании «НаХ-НаХ» (стратегии «Голосуй против всех!»), предложенной в августе 2011 года Борисом Немцовым и другими известными людьми. Однако многие другие активисты полагали более разумным голосование за любую партию, кроме «Единой России». Несмотря на различие в подходе о самом голосовании, многие участники «Солидарности» на протяжении весны-осени 2011 года влились в ряды наблюдателей на выборах, в том числе в рамках создававшегося независимого общественного проекта «Гражданин Наблюдатель».
5 декабря 2011 года (на следующий день после скандальных выборов в Госдуму) в Москве у метро Чистые Пруды состоялся митинг, задуманный и организованный «Солидарностью». Ведущим на сцене был член Бюро ФПС «Солидарности» Илья Яшин. Митинг собрал по разным оценкам от 5 до 10 тысяч человек (став самой массовой оппозиционной акцией после августа 2010 г.) и закончился несогласованным шествием к зданию ЦИК РФ и массовыми задержаниями и последующими административными арестами.
С митинга 5 декабря 2011 года ведёт отсчёт массовая протестная активность 2011—2012 гг. (в том числе митинги на Болотной площади, проспекте Академика Сахарова и др.), в прикладной организации которых ключевую роль также играла «Солидарность». Впоследствии дата первого митинга 5 декабря 2011 года стала названием для Партии 5 декабря.

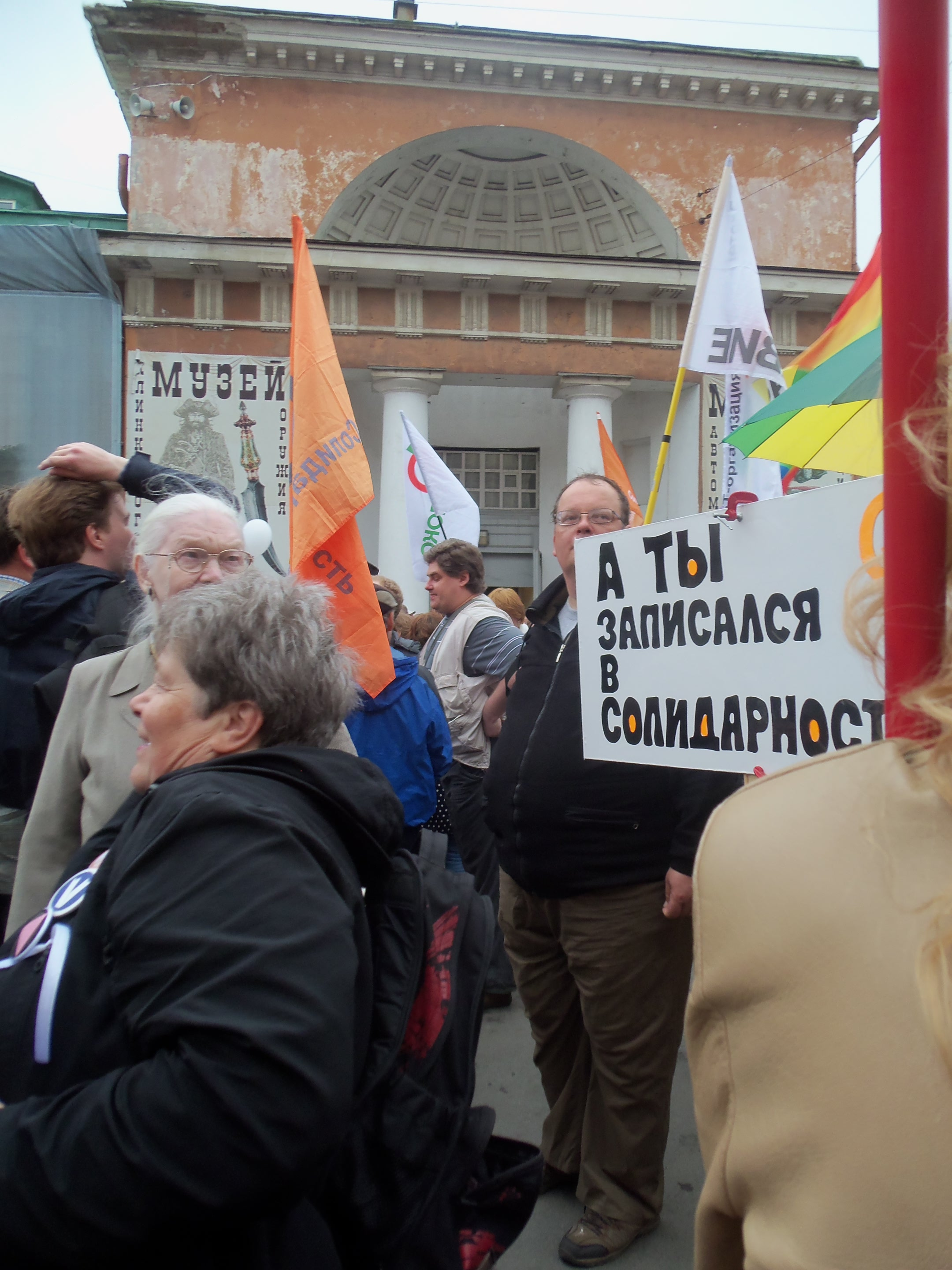
Активисты «Солидарности» с плакатом на митинге 12 июня 2012 года в Санкт-Петербурге

### События 2012 года
1 февраля 2012 года активисты «Солидарности» (Илья Яшин, Максим Неверов, Александр Батурин, Алексей Никитин, Павел Елизаров, Михаил Маглов и другие) вывесили напротив Кремля растяжку с лозунгом «Путин, уходи!» размером 20 на 7 метров. Растяжка была закреплена на 6-этажном здании бизнес-центра со стороны Васильевского спуска. Помимо лозунга на растяжке были размещены перечёркнутый портрет Путина, адрес сайта Putin-itogi.ru и эмблема движения «Солидарность». Растяжка провисела на здании около часа. Никто из участников акции задержан не был.
Осенью 2012 года ряд известных руководителей Движения приняли участие в выборах в Координационный совет оппозиции (КСО). В состав КСО были, в частности, избраны Гарри Каспаров, Борис Немцов, Илья Яшин, Владимир Кара-Мурза (мл.), Сергей Давидис, Пётр Царьков, Анна Каретникова.
18 октября 2012 года член Федерального политсовета эколог Елена Васильева заявила о своём выходе из ФПС и «Солидарности», объяснив свой выход несогласием с действиями руководства движения.
В 2012 году ряд участников «Солидарности» (Денис Билунов, Сергей Давидис, Константин Янкаускас и др.) и гражданских активистов периода больших протестов 2011—2012 гг. основали отдельную политическую партию — Партию 5 декабря, однако по сей день она не получила регистрации из-за нескольких формальных отказов Минюста.

### События 2013 года
В 2013 году самыми крупными согласованными уличными акциями, в организации которых ключевое участие принимала «Солидарность», стали: митинг «За свободу!» на Болотной площади 6 мая 2013 года, «Марш против палачей» 12 июня 2013 года, Марш за свободу узников Болотной 27 октября 2013 года.
В марте 2013 года ОДД «Солидарность» и его Федеральный политсовет покинул политик и адвокат Марк Фейгин.

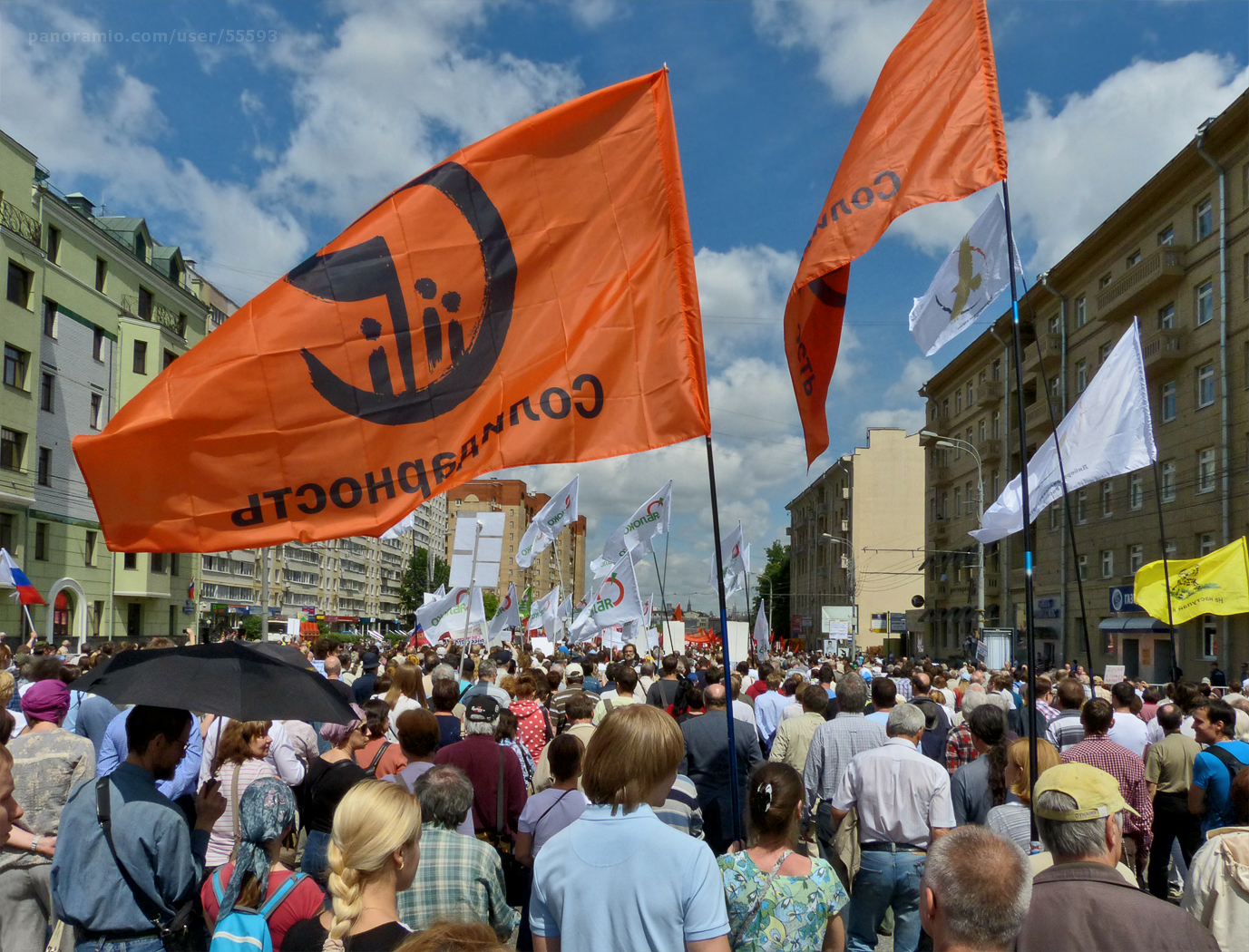
Флаги движения «Солидарность» на многотысячном антипутинском шествии «За вашу и нашу свободу», названном также «Марш против палачей». Москва, 12 июня 2013 года

7 апреля 2013 года состоялся IV съезд Движения, который принял Резолюцию о целях и задачах Движения.
Одновременно во время съезда стало известно о выходе из Движения Гарри Каспарова. Своё решение он объяснил несогласием с превращением ОДД «Солидарность» из площадки для объединения различных демократических сил в «придаток партии РПР-ПАРНАС». Каспаров также выразил несогласие с участием оппозиции в выборах под контролем путинского режима. 9 апреля 2013 года о выходе из «Солидарности» заявил политолог Андрей Пионтковский. В статье «Борис, ты не прав» он раскритиковал установку партии РПР-ПАРНАС и крыла «Солидарности», возглавляемого Борисом Немцовым, на дальнейшее участие «в заведомо шулерских „избирательных“ шоу режима». По мнению Пионтковского, «сегодня, когда наших товарищей пытают в путинских застенках, готовя их к показательным процессам, соучаствовать — значит быть сообщниками палачей, придавать преступникам флёр легитимности». Он также осудил статью члена ФПС Ильи Яшина, в которой тот иронизировал над Гарри Каспаровым. В тот же день о выходе из «Солидарности» заявили бывшие члены политсовета движения Иван Тютрин и Александр Лукьянов.
В мае 2013 года «Солидарность» в Москве участвовала в организации благотворительного концерта «За вашу и нашу свободу!» для поддержки политзаключённых.
В июне 2013 года Федеральный политсовет «Солидарности» поддержал выдвижение Алексея Навального на пост Мэра Москвы.
С мая 2013 по начало 2014 года «Солидарность» активно занималась уличными раздачами актуальной брошюры Бориса Немцова и Леонида Мартынюка «Зимняя Олимпиада в субтропиках» — «доклада об олимпийской афере в Сочи», который был представлен авторами в мае 2013 г.
На региональных выборах 8 сентября 2013 года один из лидеров «Солидарности» Борис Немцов, возглавлявший избирательный список РПР-ПАРНАС, был избран депутатом Ярославской областной Думы. (После убийства Бориса Немцова в 2015 году депутатский мандат был передан руководителю Ярославского РПР-ПАРНАС Василию Цепенде.)
В сентябре 2013 года «Солидарность» в Москве участвовала в организации благотворительного концерта «РокУзник» для поддержки политзаключённых.
В ноябре 2013 года «Солидарность» выразила поддержку братскому украинскому народу, борющемуся за европейский путь развития.
31 декабря 2013 года активисты московской «Солидарности» провели предновогоднюю несогласованную акцию «У нас есть вопросы» напротив Кремля.

### События 2014 года
В 2014 году самыми крупными согласованными уличными акциями, в организации которых ключевое участие принимала «Солидарность», стали: Марш за свободу узников Болотной 2 февраля 2014 года, Марш Мира 15 марта 2014 года, митинг «Марш Правды» 13 апреля 2014 года, Марш Мира 21 сентября 2014 года.
Не менее пяти раз в течение 2014 года в Москве «Солидарность» помогала в организации «Благотворительных вечеров в поддержку узников совести» для сбора пожертвований и написания писем политическим заключённым.
После первого Марша мира, с апреля 2014 года по выходным дням Движение «Солидарность» систематически проводит в Москве пикеты против политики Путина по отношению к Украине, а также для информирования граждан о социально-экономических и политических последствиях войны с Украиной для самой России.
Весной 2014 года «Солидарность» поддержала вхождение участников «Солидарности» в Коалицию «За Москву!» (нацеленную на консолидированное участие оппозиции в выборах депутатов Московской городской Думы) и выразила поддержку этой коалиции. Один из лидеров «Солидарности» Илья Яшин выдвигался в депутаты Московской городской Думы по одномандатному округу, но не прошёл регистрацию.

### События 2015 года
27 февраля 2015 года в Москве на Большом Москворецком мосту был застрелен Борис Немцов.
1 марта 2015 года в центре Москвы в память о Борисе Немцове состоялось траурное политическое шествие (до этого на 1 марта на окраине города был согласован Марш «ВЕСНА»).
Спустя некоторое время участники «Солидарности» и гражданские активисты стали поддерживать на Большом Москворецком мосту народный мемориал Бориса Немцова, обновляя и содержа в порядке цветы, портреты, свечи и пр.; в частности участники Движения проводят на Мосту каждые субботу-воскресенье непрерывные дежурства (вплоть до настоящего времени).
18 апреля 2015 года прошёл V съезд «Солидарности», на котором был избран новый состав Федерального политсовета.
Съезд Движения проголосовал за поддержку и участие «Солидарности» в создаваемой Демократической коалиции (в которую вошли ПАРНАС, Партия Прогресса, Партия 5 декабря, Демократический выбор, Либертарианская партия России), отразив это в принятом Заявлении о коалиции демократических сил за европейский выбор.
Также на съезде была принята итоговая Резолюция.
В мае 2015 года Илья Яшин и другие соратники убитого Бориса Немцова представили написанный с использованием материалов Немцова доклад «Путин. Война». Также было объявлено о начале сбора средств на печать тиража этой брошюры.
В июне-сентябре 2015 года в рамках Демократической коалиции два члена Бюро ФПС «Солидарности» участвовали (по результатам «праймериз») в выборах в законодательные и представительные органы власти; в частности: Илья Яшин в Костромской области — как лидер списка РПР-ПАРНАС в Костромскую областную Думу, Егор Савин в Новосибирской области — как кандидат-одномандатник в Законодательное собрание Новосибирской области.
С лета 2015 года активисты «Солидарности» и Партии 5 декабря регулярно участвовали в уличном сборе подписей за установку мемориальной таблички на месте убийства Бориса Немцова; параллельно сбор подписей за табличку и проведение «парламентского» расследования организован на сайте http://nemtsov2015.ru. Сбор живых подписей вёлся на специально проводимых небольших пикетах, а также в ходе дежурств на Большом Москворецком мосту.
20 сентября 2015 года «Солидарность» приняла участие в Москве (в районе Марьино) в митинге «За сменяемость власти», организованном сторонниками Алексея Навального. В качестве требований акции организаторами были заявлены: безусловный доступ на выборы для оппозиции; прекращение войны; отмена цензуры; освобождение политзаключённых; борьба с коррупцией.
17 октября 2015 года «Солидарность» организовала и провела в Москве митинг «НЕТ ВОЙНЕ»«НЕТ ВОЙНЕ», приуроченный к развёртыванию Россией военной кампании в Сирии.

## Участие в Партии народной свободы (2010)
16 сентября 2010 года было объявлено о создании коалиции «За Россию без произвола и коррупции». «Солидарность» в ней представлял Борис Немцов. 13 декабря 2011 г. состоялся съезд Коалиции, на котором была учреждена Партия народной свободы. Кроме «Солидарности» в создании новой политической партии участвуют РНДС Михаила Касьянова, Республиканская партия Владимира Рыжкова и Демократический выбор Владимира Милова.
Осенью 2010 года, после напряжённых дебатов, движение «Солидарность» решило участвовать в создании Партии народной свободы. Однако ряд участников «Солидарности», в том числе Гарри Каспаров, решили от этого воздержаться. Своё решение они мотивировали несвободой выборов в России, нежеланием тратить ресурсы движения на заведомо провальную попытку регистрации, а также невозможностью нормального сотрудничества с «Демократическим выбором», члены которого весной 2010 года со скандалом покинули «Солидарность».
9 октября 2010 года в Москве, на Болотной площади, прошёл первый митинг коалиции.
16 апреля 2011 года Партия народной свободы провела там же свой второй митинг. Организаторы охарактеризовали его как самый массовый митинг демократической оппозиции за последнее время и заявили о нескольких тысячах участников.
Однако после этого митинга между Владимиром Миловым и руководителем московского отделения «Солидарности» Сергеем Давидисом произошёл публичный конфликт. «Яблоком раздора» стала статья, опубликованная в блоге представителя «Демвыбора» Алексея Касьяна. «Перед митингом была договоренность, что мы — четыре организации, составляющие ПАРНАС, — не пиарим самих себя, а агитируем только за партию, то есть за ПАРНАС», — пишет А. Касьян. Однако, по его словам «гон…ны из „Солидарности“» эту самую договоренность нарушили. Дальше он в не самых лицеприятных выражениях отзывается о конкретных представителях этого движения — в частности, о Сергее Давидисе и Михаиле Шнейдере, которые во время митинга «раздавали аж три вида листовок и анкет, агитирующих вступать именно в ОДД и ходить на акции именно ОДД». Сергей Давидис в долгу не остался и заявил, что никаких договоренностей не было. За «демвыборца» вступился лидер движения Владимир Милов, объявив Давидиса «лжецом, мразью и ублюдком»: «Теперь с „мораторием“ покончено, так что свинячье рыло своё побереги и лучше не показывайся в присутственных местах».
20 апреля сопредседатели Партии народной свободы заявили, что «оскорбления как манера дискуссии наносят серьёзный политический ущерб оппозиции и являются абсолютно неприемлемыми». Таким образом, они косвенно осудили окружение В. Милова за оскорбления членов «Солидарности».
Соответствующее решение приняло также бюро федерального политсовета «Солидарности»:

1. Считать политически вредным участие во внутрикоалиционных склоках и разбирательствах.

2. Будущее коалиции обсудить после окончания процедуры регистрации Партии народной свободы.

## Участие в Комитете национального спасения (2011)
23 мая 2011 года три левые организации — «Другая Россия», РОТ фронт и «Родина: здравый смысл» — объявили о создании Комитета национального спасения. Основная цель Комитета — «противодействие реализации очередного выборного спектакля».
От движения «Солидарность» в переговорах о создании Комитета присутствовал Илья Яшин.
По словам Яшина, «Солидарность» пока готова участвовать только в конкретных мероприятиях, которые проводят оппозиционные организации, в частности в подготовке проведения митинга, намеченного по результатам избирательной кампании. Входить в политическую коалицию «Солидарность» пока не собирается.
По мнению Э. Лимонова и члена исполкома «Другой России» Александра Аверина, это решение «Солидарности» связано с ожиданием ею ответа от Минюста по поводу регистрации Партии народной свободы, в которой участвует «Солидарность». Документы на регистрацию партии были сданы в Минюст 23 мая 2011 года, и рассмотрение вопроса о регистрации должно занять не более месяца.

## Мнения о «Солидарности» в первые месяцы после её создания (2008—2009)
- В феврале 2009 года, накануне первой массовой акции «Солидарности» в Москве, экс-президент Чехии Вацлав Гавел выступил с видеообращением[79] в адрес сторонников движения. В нём Вацлав Гавел в частности заявил:

Моя мечта, что российской «Солидарности» удастся выжить, стать успешной и движение будет встречать все большую поддержку граждан. Я надеюсь, что в итоге «Солидарности» удастся достичь победы, так, как это было с так называемыми диссидентскими движениями в наших странах в последние годы коммунизма. Или «Солидарность» хотя бы преуспеет в улучшении условий в России, ограничит размах и мощь тех, кто предпочитает автократичный режим «самодержавного» типа.— Вацлав Гавел. Обращение в поддержку российской оппозиции (видео) (недоступная ссылка)
- Невзирая на то, что движение «Солидарность» считает партию «Правое дело» «кремлёвским проектом»[80][81][82], сопредседатель «Правого дела» Леонид Гозман в феврале 2009 года, отвечая на вопросы читателей Lenta.Ru, заявил:

Я не считаю организации «Правое дело» и «Солидарность» противниками. «Солидарность» к нам относится плохо, но Бог им судья. <…> Наша страна заинтересована в том, чтобы и у «Солидарности» всё получилось, и чтобы «Яблоко» было солидной и серьёзной партией — равно как и «Правое дело».— Леонид Гозман. «Наше дело - правое». // Lenta.Ru
- Комментируя название движения, в октябре 2008 года политолог Борис Кагарлицкий заявил[83]:

Обычно политики используют чужие лозунги и чужие образы, когда не решаются высказать свои собственные или когда у них своих собственных нет. Вообще-то идея солидарности — история и традиции рабочего движения. Поэтому понятно, когда профсоюзы себя называют «Солидарностью». (…) «Солидарность» — это не либеральная, а антилиберальная идея. Это лозунг, во имя которого люди объединялись для борьбы с либерализмом. Поэтому очень комично, когда либералы используют это название. И демократы прекрасно это понимают. А если не понимают, значит не знают азов политической теории и просто вообще не имеют никакого представления об истории, о политике. Какой вывод более уместен? Что эти люди либо вообще ничего не понимают и тотально некомпетентны и безграмотны, либо лицемерят.
Член Федерального политсовета «Солидарности» Гарри Каспаров говорит о том, что идеология «Солидарности» не является праволиберальной:

Если сложить все векторы (таким сложением, по сути, являются те компромиссы, к которым приходят участники движения в ходе дискуссий), то выходит, что суммарно этот итоговый вектор лежит гораздо левее праволиберальной платформы СПС. Это отразилось не только в исторически левом названии движения, но в программе, в планах движения, например, в намерении выстраивать тесные отношения со свободными профсоюзами.— Гарри Каспаров. «Пространство для солидарности». // Ежедневный журнал
Борис Немцов, также входивший в руководящие органы «Солидарности», считал, что дефицит солидарности — одна из проблем страны:

Теперь по поводу названия. Это важно. Я Вам скажу, что «Солидарность» вообще очень хорошее слово. Это то, что нам многим не хватает. Знаете, вот причём, начиная с бытовых вещей, когда человек лежит весь бледный на улице… потому что считают, что он напился, или наркоман. Ну, это жестокость, отсутствие солидарности, отсутствие милосердия, как угодно, назовите. Или когда там какой-то человек попадает в беду, на него все остальные плевать хотели и главное, чтобы меня это не касалось. И все-таки вот дефицит солидарности, на мой взгляд, это одна из проблем страны.— Борис Немцов. Передача «В круге света». // Эхо Москвы

### Мнение партии «Яблоко»
- В решении от 27 ноября 2008 года московского регионального совета партии «Яблоко», расценившего создание движения как «шаг назад в развитии демократического движения», отмечалось[84]:

В проектах программных документов «Солидарности» и заявлениях её организаторов нет ни малейших признаков осознания демократами ответственности за дискредитацию демократических ценностей в глазах российского общества, а также за сегодняшнее глубочайшее поражение демократии в нашей стране. Политическая идеология «Солидарности» противоречит курсу партии «ЯБЛОКО» на обновление идеологической базы демократического движения, на реабилитацию демократических ценностей в общественном сознании. Нескрываемая симпатия к политическому курсу Б. Н. Ельцина и его команды, отдельные члены которой представлены в руководстве «Солидарности», делает демократов удобным объектом для шельмования со стороны власти и других политических оппонентов.
В заявлении московского отделения «Яблока» отмечалось, что «Солидарность»:

1. основана на взглядах идеологов и исполнителей политики 1990-х и их последователей;
2. не имеет четко выраженного отрицательного отношения к реформам 1990-х и личностям и организациям, несущим за них ответственность;
3. создаётся вместе с деятелями политически и публично причастными к коррупции и преступлениям 1990-х годов;
4. имеет непрозрачное финансирование.

- Тогда же, в ноябре 2008 года, председатель партии «Яблоко» Сергей Митрохин охарактеризовал «Солидарность» как «вредную затею, ведущую к дальнейшей дискредитации демократов»[86]. Четыре месяца спустя, в марте 2009 года Григорий Явлинский в интервью Радио Свобода назвал деятельность «Солидарности» «малоосмысленной»[87]. При этом политический комитет партии сам выступил с инициативой «по выстраиванию коалиций „ЯБЛОКА“ с другими силами либерально-демократической и социал-демократической направленности»[88]. Эти и другие заявления руководства Яблока вызвали критические замечания у журналиста радиостанции Эхо Москвы Матвея Ганапольского:

«Солидарность» можно ругать бесконечно. Но это будет ругня живого организма. Но само «Яболоко» в коме, и не им давать кому-то советы.

Когда я читаю очередное пафосное заявление «Яблока», что (далее цитата) «интересы динамичного социально-экономического развития России требуют решительной трансформации сформировавшегося в последние 15 лет политического режима», я понимаю, что они как Брежнев, собираются рулить страной, не приходя в сознание.— Матвей Ганапольский. «Из жизни насекомых». // Эхо Москвы
- Из «Яблока» был исключён Илья Яшин, принявший активное участие в деятельности «Солидарности». В документах партии агитация Яшина, который предлагал вступать в новое движение членам партии, называлась «попытками раскола партии, содействием рейдерскому захвату наших региональных отделений». Как отмечалось в заявлении партии, «одновременное членство в двух политических организациях, заведомо имеющих разные политические программы, есть ни что иное, как „политическая шизофрения“»[89]. Крайне негативно было расценено сотрудничество Яшина с Борисом Немцовым и Гарри Каспаровым, «политическая и человеческая репутация которых является неприемлемой для партии».
В ответ на исключение Ильи Яшина движение «Солидарность» выступило с обращением к коллегам из «Яблока», в котором были высказаны слова сожаления в связи с этим фактом, а также в связи с «предпринимаемыми в последнее время нападками руководства партии „Яблоко“ в отношении объединённого демократического движения „Солидарность“»:

Мы не давали для этого повода. Обвинения в адрес «Солидарности», звучащие со стороны руководства «Яблока», беспочвенны и способствуют лишь расколу в демократическом движении.
Заявление «Солидарности» было выдержано в примирительном тоне:

Мы не видим проблем в совмещении Ильей Яшиным и другими «яблочниками» членства в партии «Яблоко» с участием в работе «Солидарности». Движение «Солидарность» создано для объединения усилий российских демократов, представляющих разные партии и движения, в борьбе с авторитарным режимом.

Мы протягиваем руку партии «Яблоко» и надеемся на сотрудничество с ней ради нашего общего дела — демократизации страны.— «Солидарность» надеется на сотрудничество с «Яблоком»
В ответ со стороны представителей «Яблока» прозвучали требования дезавуировать оскорбительные и лживые заявления ряда лидеров «Солидарности» (Каспаров, Рыклин) в адрес Объединённой демократической партии. В феврале 2009 года члены Регионального совета московского отделения «Яблока» А. Е. Рабинович и Ю. К. Шейн заявили:

Со дня принятия этого заявления прошло больше месяца, однако до сих пор не дезавуировано ни одно из многочисленных лживых по существу, грязных и оскорбительных по форме утверждений, высказанных в последние годы в адрес нашей партии рядом нынешних лидеров нового политического движения, принявших теперь это заявление. Более того, никто из них не только не извинился (этого мы вряд ли дождёмся), но не выразил даже сожаления (пусть не публичного, а в частном порядке) по поводу своих прежних высказываний о «ЯБЛОКЕ».— А.Е.Рабинович, Ю.К.Шейн

### Отношения с «лимоновцами»
- В ноябре 2008 года, за месяц до учредительного съезда движения, политолог Дмитрий Орешкин, полагая, что в «Солидарность», помимо левых и правых либералов, войдут «национал-большевики, у которых вообще какая-то левацкая идеология»[90], в эфире Радио Свобода сделал вывод:

Это просто люди, которые по принципиальным соображениям, по духовным, по ценностным соображениям не поддерживают того, что происходит в стране. Именно поэтому это нельзя назвать реальной политической силой, к сожалению. Все-таки, как ни крути, они получаются маргинальными.
Борис Немцов в декабре 2008 года опроверг участие нацболов в «Солидарности»:

Принято важное решение на уровне оргкомитета — в составе «Солидарности» будут разные политические силы — от социал-демократов до либеральных демократов, но не будет левых радикалов. Точно не будет нацболов, радикальных националистов, скинхедов, фашиствующих и даже умеренных националистов. То есть, у нас идеологическая организация — демократическая оппозиция. Это не «Другая Россия», это не «Национальная ассамблея», это идеологически очень четко определившаяся организация.
Описывая взаимоотношения «Солидарности» с национал-большевиками, член Федерального политсовета движения Илья Яшин говорил:

Мы с национал-большевиками выступали за какие-то вещи, например, за честные выборы. Но мы вместе с ними не боремся за власть. Мы не боремся за то, чтобы национал-большевики пришли к власти. За это они будут бороться самостоятельно. Мы отстаиваем честные правила игры для всех. Чтобы национал-большевики, демократы и коммунисты имели равный допуск к СМИ, чтобы они имели право на независимый суд. Вот за это мы выступаем. Но у нас разные политические программы. Сравните программу национал-большевиков и нашу «300 шагов». Это совершенно разные политические программы. У нас разные ответы на те вопросы, которые формирует политическая повестка дня.
- В начале декабря 2008 года, накануне первого съезда «Солидарности», один из лидеров оппозиционного движения «Другая Россия» Эдуард Лимонов отметил[92]:

Считаю, что вредно организовывать какие-либо начинания с людьми с уже подмоченной репутацией, не пользующимися никаким авторитетом, например с Борисом Немцовым или разбитой частью СПС. Большая часть нашего общества считает их ответственными за ситуацию в 1990-х годах. Тогда я был с ними по противоположную сторону баррикад. Эти люди повели страну ложным путём, подвергли её испытаниям, заставили людей потерять огромное количество сбережений. <…> Я верю, что будущего у «Солидарности» нет, ближайшего будущего тем более.

### Оценки перспектив движения
- Газета «КоммерсантЪ» в феврале 2009 года привела мнение директора Международного института политической экспертизы Евгения Минченко, считающего, что у организации мало шансов стать сильным оппозиционным движением, так как, по его мнению, «Солидарность» ориентируется на внешнее управление — на Запад. Как отметил политолог, «людям, которые стоят во главе движения, оторваны от российского контекста, неинтересны проблемы в России, им больше нравится ходить в американское посольство, общаться с американцами. Такая оппозиция может, например, по аналогу с западными организациями, бороться за права сексуальных меньшинств, рассуждать о проблеме абортов и т. д.»[93]
- В свою очередь, социолог, член Федерального политсовета движения Сергей Давидис полагает, что «активно бороться за право проведения гей-прайда „Солидарность“ не может и не должна».

На фоне массового попрания права на свободу любых собраний, на фоне массового нарушения политических, гражданских и социально-экономических прав особое внимание к частной и специфической проблеме было бы неразумно.— Сергей Давидис «Камни на перепутье». Каспаров.Ру
- Нижегородский политолог Сергей Кочеров, комментируя в феврале 2009 года учредительную конференцию нижегородского отделения «Солидарности», заявил, что перспективы этого движения невелики как в Нижегородской области, так и по России в целом[94]. По мнению политолога:

До тех пор, пока правые силы в России не предложат программы, которые учитывали бы интересы не только среднего и крупного бизнеса, но и более широких слоев общества, пока не предложат какие-нибудь социальные программы, никто не пойдёт за их лидерами, многие из которых скомпрометировали себя в 1990-е годы.
За полгода до заявления нижегородского политолога был опубликован проект программы объединённого демократического движения «300 шагов к свободе». Треть этой программы (сто пунктов из трёхсот) объединены в раздел «Развитие человека»:

Политика в области развития человека должна быть направлена на создание в России условий для того, чтобы от свободы выиграло максимально возможное число граждан. Право на свободу имеют не только богатые и сильные, но также бедные и слабые. Государственная политика должна проводиться в интересах всех без исключения граждан России, стране необходимо общество равных возможностей, основанное на принципах социальной справедливости, социальной ответственности сильных и социальной солидарности слабых.

Важнейшие условия, необходимые для превращения России в современную цивилизованную страну — не только экономическое развитие, но и развитая система социальной поддержки, современные системы образования и здравоохранения, обеспечение личной безопасности граждан, доступность и адекватное качество жилья, экологическое равновесие, формирование гуманной и толерантной общественной атмосферы.— «300 шагов к свободе» Глава II. Развитие человека
Как заявила Ирина Хакамада: 

больших перспектив пока нет, но по мере того, как будет ухудшаться положение людей, может быть, они и будут постепенно пользоваться какой-то популярностью. Но очень неширокой. Сильно воздействовать на людей они не могут по одной простой причине: все ключевые фигуры все равно из прошлого — Каспаров, Немцов и т. д. И у людей это ассоциируется как с разочарованием в том, что было в демократии, так и с перекладыванием, в том числе, и на сегодняшние проблемы. Поэтому у «Солидарности» такой очень узкий ограниченный спектр радикального митингового движения.
- В интервью Национал-демократическому альянсу Владимир Буковский заявил:

— …Есть ли у нынешней российской «Солидарности» с польской «Солидарностью» что-то общее, кроме названия?
— Я присутствовал несколько раз на заседаниях политсовета «Солидарности». Они там тонут в каких-то процессуальных вопросах, два часа обсуждают, кого куда приняли. И мне стоило сюда приезжать, чтобы это слушать? И я вижу, люди из регионов тоже не понимают, что тут происходит. Но если «Солидарность» преодолеет это, и станет тем, чем она должна стать, если она сможет координировать протесты и помогать людям на местах, то она свою роль сыграет.
Вообще московским структурам всё время кажется, что они центральные, у них в голове иерархия. Все эти названия — президиум, политсовет… «Ты будешь входить в президиум политсовета»? Я им говорил — создайте что-то попроще, создайте рабочие группы. Удивительно, вроде они оппозиционеры, многие из них никогда не были в госструктурах, но ментальность у них номенклатуры. И начинается — мы будем центральным органом, вы будете периферийным органом. В итоге создаётся новая КПСС. Хотя все должны осознавать себя именно в качестве региональных сил. Здесь — московский регион, там — уральский регион…
— То есть упор надо сделать на работу с регионами?
— Да, проблема «Солидарности» в том, что она засела в Москве. Вот проявилось движение «ТИГР» на Дальнем Востоке, а их партнёры — коммунисты. Что, дальневосточные предприниматели верят в коммунизм? Нет, но коммунисты что-то делают там, а мы, демократы, — нет. Смысл в том, чтобы помочь людям на местах подняться. Наша задача — не приказывать, а координировать. Ведь сейчас очень расширилась география движения сопротивления. Раньше протесты были только в крупных центрах, а сейчас люди спонтанно выходят на митинги и в небольших городах. Заставить людей пойти на митинг невозможно, значит, они сами этого хотят…
— Владимир Буковский: «В России государство не сложилось…» Национал-демократический альянс (26 мая 2010). Дата обращения: 3 июня 2010. Архивировано из оригинала 31 мая 2010 года.

#### Оценки перспектив региональных отделений
Саратовский журналист критически оценил перспективы местного отделения: «ресурсов у них мало. В настоящий период они вряд ли способны предоставить обществу нечто большее, чем акции протеста из 20 человек под популистскими лозунгами. <…> Их позиционирование укладывается в рамки маргинальной ниши, далекой от любых крупных побед на политическом фронте».
Нижегородский политический обозреватель Валентина Бузмакова, комментируя открытие местного отделения, заявила, что движение не имеет долгосрочных перспектив: «„Солидарность“ — локальный проект, где представлены, прежде всего, сторонники лично Бориса Немцова и те, кто по разным причинам не присоединились к существующим организациям правого толка, как оппозиционным, так и „прокремлёвским“. Считаю, что как только кончатся деньги у спонсоров этого проекта, так „кончится“ и „Солидарность“».